# Градац (Пале)
Градац је насељено мјесто у општини Пале, Република Српска, БиХ. Према попису становништва из 1991. у насељу је живјело 76 становника.

## Становништво
| Националност       | 1991. | 1981. | 1971. | 1961. |
| Срби               | 76    | 97    | 152   | 160   |
| остали и непознато |       |       |       |       |
| Укупно             | 76    | 97    | 152   | 160   |

| Демографија | Демографија | Демографија |
| Година      | Становника  | Становника  |
| ----------- | ----------- | ----------- |
| 1961.       | 160         |             |
| 1971.       | 152         |             |
| 1981.       | 97          |             |
| 1991.       | 76          |             |